# Laureana di Borrello
Laureana di Borrello este o comună din provincia Reggio Calabria, regiunea Calabria, Italia, cu o populație de 4.660 locuitori (1 ianuarie 2023) și o suprafață de 35,69 km².

## Demografie
Laureana di Borrello - evoluția demografică

|  | Graficele sunt indisponibile din cauza unor probleme tehnice. Mai multe informații se găsesc la Phabricator și la wiki-ul MediaWiki. |

Date: Recensăminte sau birourile de statistică - grafică realizată de Wikipedia